# Alantsilodendron ramosum
Alantsilodendron ramosum är en ärtväxtart som beskrevs av Villiers. Alantsilodendron ramosum ingår i släktet Alantsilodendron och familjen ärtväxter. Inga underarter finns listade i Catalogue of Life.